# Аквафорте (Терни)
Аквафорте (итал. Acquaforte) је насеље у Италији у округу Терни, региону Умбрија.
Према процени из 2011. у насељу је живело 11 становника. Насеље се налази на надморској висини од 383 м.